# إدوارد روب
إدوارد روب (بالإنجليزية: Edward Robb) هو محامي وسياسي أمريكي، ولد في 19 مارس 1857، وتوفي في 13 مارس 1934 في الولايات المتحدة. حزبياً، نشط في الحزب الديمقراطي. وقد انتخب عضو مجلس نواب ولاية ميسوري وانتخب عضو مجلس النواب الأمريكي.